# SpaceClaim
SpaceClaim er et nyt 3D CAD program, der er stiftet af to af grundlæggerne af 3D CAD, Michael Paine og Daniel Dean, 
sidstnævnte er den reelle opfinder af feature based modeling, "historie træet" som vi kender fra langt de fleste CAD programmer i dag.
SpaceClaim er en såkaldt direct modeler, dvs det man ser, er det, man arbejder med. Modsat feature based modelers, hvor intelligensen gemmes i filen, eller man gemmer sine informationer ovenpå den geometriske kerne i form af den historik, man har genereret geometrien fra, så arbejder SpaceClaim med solider, og her ligger inteligensen så i softwaren. Dette gør det muligt for SpaceClaim at arbejde med neutrale filtyper som Iges og Step og via translatorer originale filer fra de store 3D CAD systemer.
SpaceClaim har to hovedmarkeder: 
- det ene er som preprocessor for geometri, inden det eksporteres til et simuleringsværktøj (FEM og CFD),
- det andet er industrielt og koncept-design.

SpaceClaim er bygget op om 4 hovedfunktioner, Pull, Move, Fill og Combine; dette betyder, at programmet er let at lære, og at man med relativt få funktioner kan generere kompleks geometri.
SpaceClaim er bygget på Acis kernen fra Spartial, man har haft en dialog, hvor der er blevet rettet i kernen med henblik på at SpaceClaims Fill funktion kunne blive kraftfuld.
SpaceClaim hed oprindeligt Gravelsoft, hvilket var et basis API lavet af to tidligere PTC medarbejdere; da de præsenterede Basis api for Michale Paine og Daniel Dean, blev de købt ud af disse sammen med et par venture selskaber.
Begge er i dag stadig ansat ved SpaceClaim.